# Birger Björnsson
John Elis Birger Björnsson, född 21 oktober 1908 i Jämjö församling i Blekinge län, död 12 december 1995 i Jämjö församling i Blekinge län, var en svensk militär.

## Biografi
Efter studentexamen i Karlskrona 1927 blev Björnsson som reservofficer fänrik i kustartilleriet 1929 samt underlöjtnant 1931 och löjtnant 1933. Han idkade också studier vid Lunds universitet. Han avlade marinofficersexamen vid Sjökrigsskolan 1937 och anställdes samma år som löjtnant i kustartilleriet. Han befordrades till kapten 1941 och tjänstgjorde vid Karlskrona kustartilleriregemente 1941–1942, varefter han gick Stabskursen vid Sjökrigshögskolan 1942–1943. Han var lärare vid Kustartilleriets underofficersskola 1943 och tjänstgjorde vid Sydkustens marindistrikt 1943–1946. År 1946 befordrades han till major, varefter han var detaljchef i Operationsavdelningen vid Marinstaben 1946–1950, lärare i kustartilleritaktik vid Sjökrigsskolan 1946–1948 och stabschef vid Göteborgs kustartilleriförsvar 1950–1956, befordrad till överstelöjtnant 1954. Han befordrades till överste 1957 och var chef för Sektion I i Marinstaben 1957–1961, med ansvar för operativ verksamhet, underrättelsetjänst och signaltjänst. År 1961 befordrades han till överste av första graden, varefter han 1961–1969 var befälhavare för Göteborgs och Bohus samt Hallands försvarsområde tillika chef för Göteborgs kustartilleriförsvar. Björnsson inträdde 1969 som generalmajor i reserven.
Birger Björnsson invaldes 1953 som ledamot av Kungliga Örlogsmannasällskapet och utsågs 1972 till hedersledamot. Han invaldes 1959 som ledamot av Kungliga Krigsvetenskapsakademien.
Torsten Björnsson är son till Birger Björnsson.

## Utmärkelser
- Riddare av första klass av Svärdsorden, 1946.[11]
- Kommendör av Svärdsorden, 1961.[12]
- Kommendör av första klass av Svärdsorden, 1964.[13]